# Forellenbarsch
Der Forellenbarsch (Micropterus salmoides) ist ein großer Vertreter der Sonnenbarsche (Centrarchidae). Er erreicht eine Länge von maximal ca. 100 Zentimetern, bleibt jedoch für gewöhnlich mit ca. 40 – 70 Zentimetern deutlich kleiner. Das maximale Gewicht beträgt rund 10 Kilogramm. Forellenbarsche ernähren sich von anderen Fischen, Krebstieren und Fröschen.

## Aussehen
Forellenbarsche haben einen für Sonnenbarsche relativ langgestreckten, seitlich abgeflachten Körper. Der große Kopf macht mehr als ein Viertel der Gesamtlänge aus. Die Rückenflosse ist zweigeteilt, wobei der vordere, hartstrahlige Teil niedriger ist als der hintere. Junge Forellenbarsche sind olivgrün mit dunklem Rücken, hellen Flanken und weißem Bauch. An den Flanken haben sie ein dunkles, unregelmäßiges Längsband. Ältere Fische werden einfarbig, graugrün oder dunkeloliv.
- Flossenformel: Dorsale X–XI/12–13, Anale III/10–11.
- Schuppenformel: SL 65–70.

## Verbreitung
Die Heimat der Forellenbarsche liegt im östlichen Nordamerika, im Gebiet der Großen Seen, des Sankt-Lorenz-Stroms, der Hudson Bay und des Mississippi Rivers bis in Gewässer Texas’, Floridas sowie  Mexikos. Forellenbarsche gehen auch in Brackwasser. Sie wurden in vielen Ländern für die Fischerei eingeführt. Seit 1883 wurden sie auch in Europa eingebürgert und leben heute zum Beispiel im Wörthersee, im Kalterer See und im Gardasee. Die Art zählt zu den 100 gefährlichsten Neobiota weltweit.

## Fortpflanzung
Forellenbarsche bauen in der Laichzeit von März bis Juli eine bis zu einem Meter große Laichgrube im Kiesboden. Dort hinein legt das Weibchen seine Eier, die von beiden Geschlechtern bewacht werden.